# IV Cuerpo de Ejército (Bando republicano)
El IV Cuerpo de Ejército fue una formación militar perteneciente al Ejército Popular de la República que luchó durante la Guerra Civil Española. Tuvo un papel relevante durante la Batalla de Gualajara y, más adelante, durante el golpe de Casado. Entre sus comandantes hubo militares de prestigio como Enrique Jurado y Cipriano Mera.

## Historial
La unidad fue creada el 13 de marzo de 1937, en plena batalla de Guadalajara. Se organizó a toda prisa, quedando integrado el Cuerpo de Ejército por las divisiones 11.ª, 12.ª y 14.ª, quedando bajo el mando del general Vicente Rojo Lluch y teniente coronel Enrique Jurado. Durante los siguientes días las fuerzas del IV Cuerpo de Ejército lograron detener la ofensiva del Corpo Truppe Volontarie, pasando al contraataque. El 18 de marzo las divisiones 11.ª y 14.ª confluyeron sobre Brihuega con el apoyo de 70 tanques soviéticos T-26; la localidad se encontraba casi cercada por los republicanos cuando se produjo una desbandada de sus defensores italianos, que dejaron tras de sí muchos prisioneros y material bélico. Las operaciones continuaron hasta el 23 de marzo. La unidad estableció su cuartel general en Guadalajara.
Durante el resto de la contienda no intervino en operaciones de relieve y permaneció cubriendo el inactivo frente de Guadalajara.
A comienzos de 1939 el cuerpo de ejército agrupaba en sus filas a las divisiones 12.ª, 14.ª, 17.ª y 33.ª, bajo el mando de Cipriano Mera. El IV Cuerpo de Ejército tuvo un papel clave en el éxito del golpe de Casado, ya que llegó a mandar varias unidades a Madrid para apoyar a las fuerzas sublevadas en la capital. Una potente columna compuesta por las brigadas mixtas 35.ª, 50.ª y 90.ª, y al mando del mayor Liberino González, logró recuperar varias posiciones claves para los rebeldes.
La unidad se autodisolvió a finales de marzo de 1939, con el final de la guerra civil.

## Mandos
Comandantes
- General Vicente Rojo Lluch;[2]
- teniente coronel Enrique Jurado Barrio;
- teniente coronel Juan Arce Mayora;
- teniente coronel Juan Perea Capulino;
- teniente coronel Enrique Fernández de Heredia;
- Mayor de milicias Cipriano Mera;[12]

Comisarios
- Sebastián Zapirain Aguinaga, del PCE[13]
- Feliciano Benito Anaya, de la CNT;[14]

Jefe de Estado Mayor
- mayor de infantería Aniceto Carvajal Sobrino;[n. 3]
- teniente coronel de caballería Francisco Arderiu Perales;
- comandante de Estador Mayor Miguel Rodríguez Pavón;
- mayor de milicias Antonio Verardini Díez de Ferreti;

## Orden de batalla
| Fecha                 | Ejército adscrito   | Divisiones integradas   | Frente de batalla |
| Marzo de 1937         | Ejército del Centro | 11.ª, 12.ª y 14.ª       | Guadalajara       |
| Mayo-junio de 1937    | Ejército del Centro | 12.ª, 17.ª y 14.ª       | Centro            |
| Abril de 1938         | Ejército del Centro | 12.ª, 17.ª y 33.ª       | Centro            |
| Febrero-marzo de 1939 | Ejército del Centro | 12.ª, 14.ª, 17.ª y 33.ª | Centro            |